# Heksensabbat (Claes Jacobsz. van der Heck)
Heksensabbat is een schilderij van de Noord-Nederlandse schilder Claes Jacobsz. van der Heck in het Stedelijk Museum Alkmaar.

## Voorstelling
Het stelt de heksensabbat voor, een waanbeeld dat ontstond in de late middeleeuwen, waarbij men ervan uitging dat heksen en tovenaars tijdens heidense feestdagen verspreid over het jaar bij elkaar kwamen om de duivel te aanbidden. De schilder plaatst deze sabbat in een weids, nachtelijk landschap met antieke ruïnes en een groot aantal duivels, gedrochten en heksen. In het midden staat een groot standbeeld van een gekroonde duivel zittend op een wereldbol. Rondom de sokkel bevindt zich een groep heksen die dit beeld aanbidden. Rechtsvoor knielen twee vrouwen met katten voor twee kandelaars. Ze worden daarbij aangemoedigd door een sfinxachtig monster en gadegeslagen door een priester in een met bont afgezette mantel. Direct daarboven komt een processie aangelopen, voorgegaan door een tovenaar in witte kleding en een monnik.

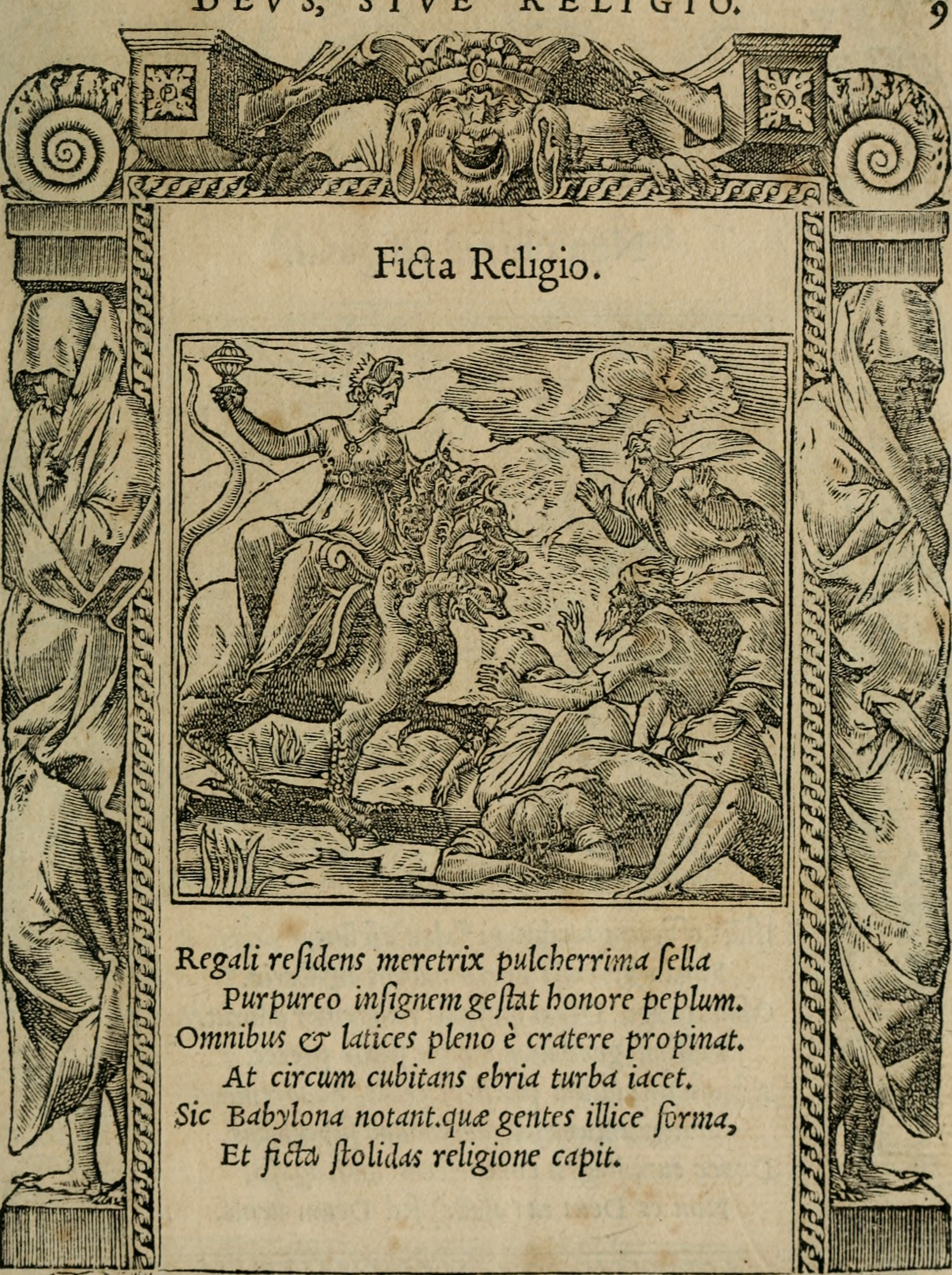
Ficta Religio. Uit Andrea Alciato's Emblemata (Lyon, 1548).

Op de voorgrond verplaatst zich van rechts naar links een tweede stoet van monsters en gedrochten. Een van deze monsters houdt een vaandel vast met daarop een halve maan, het symbool van het kwade. De stoet wordt geleid door een vrouw met opgeheven armen zittend op een meerkoppige griffioen. Zij lijkt ontleend te zijn aan de Hoer van Babylon uit het bijbelboek Openbaring van Johannes. In het embleemboek van Andrea Alciato wordt zij gebruikt als symbool van de Ficta Religio (valse religie). In het open gebouw links zit een groep figuren in eigentijdse kleding rond een tafel muziek te maken. Helemaal bovenin koken drie monsters een brouwsel in een enorme ketel. In de lucht rondom een obelisk vliegen enkele heksen op hun bezemsteel. Vliegende duivels met lantaarns lijken hen de weg te wijzen. Op de sokkel van de obelisk zitten drie duivels. Een van hen blaast op zijn neusfluit, de ander laat zijn achterste zien en de derde urineert in de mond van een andere duivel die op de grond ligt.

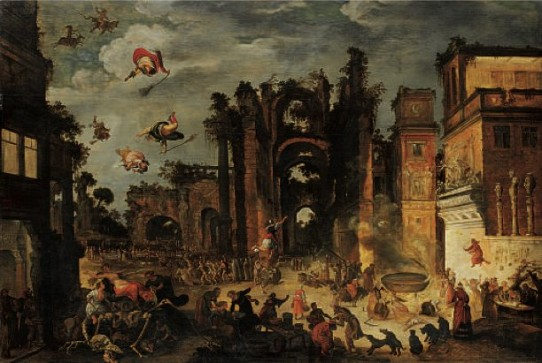
Sebastiaen Vrancx of Jacob Isaacsz. van Swanenburg. Heksensabbath. Ca. 1600-1610. Privéverzameling.

Het werk doet sterk denken aan een schilderij met hetzelfde onderwerp, dat omstreeks 2007 voor het laatst werd gesignaleerd bij kunsthandel Peter Muhlbauer in Pocking, en dat zowel aan Sebastiaen Vrancx als aan Jacob Isaacsz. van Swanenburg toegeschreven kan worden.

## Toeschrijving
Het werk is op het voetstuk van de obelisk linksmidden gesigneerd ‘C. Heck / fecit / 1636’. Alle werken met deze signatuur werden in het verleden aan Claes Dircksz. van der Heck toegeschreven, een achterneef van Claes Jacobsz. van der Heck. Historicus Dick Wortel toonde in 1943 op grond van archiefstukken aan dat deze groep werken van de hand van Claes Jacobsz. zijn en dat Claes Dircksz. als schilder van weinig betekenis moet zijn geweest.

## Overige versies
Van deze compositie zijn drie andere versies bewaard gebleven: één in de Franse plaats Châteauroux (gedateerd 1635), één geveild in Brussel in 1947 (ongedateerd) en één geveild in Parijs in 1992 (ook ongedateerd). Van deze groep wijkt het Brusselse exemplaar het meest af. In plaats van de groep figuren rondom de tafel linksonder staat hier een heilige Antonius afgebeeld.

## Herkomst
Het schilderij wordt voor het eerst gesignaleerd op de veiling van de collecties Evert Moll Sr. uit Rijswijk en anderen bij veilinghuis Frederik Muller & Co. in Amsterdam op 15-16 december 1908. In januari 1909 werd het geschonken aan het Rijksmuseum in Amsterdam door de zakenman Ernst Heldring. Van 1978 tot 1994 werd het door het Rijksmuseum in bruikleen gegeven aan het Mauritshuis (Galerij Prins Willem V) in Den Haag. Sinds 2000 bevindt het zich als bruikleen in het Stedelijk Museum in Alkmaar.